# نواف أبو الهيجاء
نواف أبو الهيجاء (1942- الخميس 5 فبراير 2015) هو كاتب مسرحي، وروائي، وكاتب صحفي وإذاعي فلسطيني. عاش في دمشق، وبغداد، والكويت، وعمان، وبيروت.

## الحياة الشخصية
ولد نواف أبو الهيجاء في قرية عين حوض القريبة من حيفا، وشردته النكبة طفلاً مع عائلته إلى العراق. درس اللغة الإنجليزية في كلية الآداب في جامعة بغداد، عمل في الصحافة المقروءة والمسموعة في العراق، وسوريا والكويت، وفي الإعلام الفلسطيني أيضاً، ونشرت قصصه ومقالاته في الكثير من الصحف والمجلات العربية.

عمل نواف في صحافة الكويت لسنوات، بعدها انتقل إلى العراق، ليستقر مع أسرته في بغداد حتى الاحتلال.
كتب عديد الأعمال الروائية، والقصصية، والأعمال المسرحية، وألوف المقالات في الصحافة والمجلات العربية.
• ولد نواف في قرية (عين حوض) قضاء حيفا – عام 1948، وبعد النكبة رحلت أسرته إلى العراق.

## فلسطيني جداً
رواية فلسطيني جداً هي سيرة ذاتية تتحدث عن حياة نواف أبو الهجاء بين العواصم العربية.

## كتب
| الاسم                            | دار النشر                           | تاريخ النشر | عدد الصفحات | ردمك ISBN            | المصدر |
| -------------------------------- | ----------------------------------- | ----------- | ----------- | -------------------- | ------ |
| والخيبة أيضًا                     | دار اليقظة العربية                  |             | 196         |                      | [ 2 ]  |
| طقوس لقتل الحبيب                 |                                     |             |             |                      | [ 3 ]  |
| الطريد                           | دار الجمهورية                       | 1965        | 197         |                      | [ 4 ]  |
| الضرب في الرأس                   | دار الحرية                          | 1974        | 194         |                      | [ 5 ]  |
| أبو الامين الخليج و الجارية شموس | دار الحرية                          | 1977        | 195         |                      | [ 6 ]  |
| شمس الكرمل                       | دار النضال،                         | 1979        | 316         |                      | [ 7 ]  |
| أنت خط الاستواء                  | دار الرشيد                          | 1982        | 209         |                      | [ 8 ]  |
| المغارة                          | الدار العربية للموسوعات             | 1985        | 240         |                      | [ 9 ]  |
| الخروج من جوف الحوت              | دار الجمهورية                       | 1988        | 259         |                      | [ 10 ] |
| العناق                           | دار الشؤون الثقافية العامة          | 1993        | 172         |                      | [ 11 ] |
| و لكن شبه لهم                    | دار الشؤون الثقافية                 | 1996        | 142         |                      | [ 12 ] |
| ارفعوة فوق الاكتاف               | دار الشؤون الثقافة                  | 2000        | 140         |                      | [ 13 ] |
| مكان في الطين                    | دار الشؤون الثقافية العامة          | 2000        | 128         |                      | [ 14 ] |
| غيبوبة الجسد                     | دار الشروق للنشر والتوزيع           | 2005        | 120         |                      | [ 15 ] |
| بين الحدين                       | إتحاد الكتاب العرب السلسلة: الرواية | 2011        | 235         |                      | [ 16 ] |
| فلسطيني جداً                      | الدار العربية للعلوم ناشرون         | 2015        | 391         | (ردمك 9786140224025) | [ 17 ] |

## الموت
توفي نواف أبو الهجاء الخميس 5 فبراير 2015 عن عمر ناهز اثنين وسبعين عامًا، ونعاه الاتحاد العام للكتاب والأدباء الفلسطينيين. ورثاه الشاعر العراقي عبد المنعم خمندي بقصيدة يقول فيها: